# Хлорид ниобия(V)
Хлорид ниобия(V) (пентахлорид ниобия) — это бинарное неорганическое химическое твердое кристаллическое вещество чаще всего желтого цвета. 
Является солью соляной кислоты и ниобия. Химическая формула NbCl5.

## Структура и свойства
Хлорид ниобия(V) гигроскопичен, легко гидролизуется.
В твердом состоянии пентахлорид ниобия является димером с «мостиковыми» атомами хлора (см. изображение), то есть реальная молекула имеет формулу Nb2Cl10.
Каждый ниобий окружен шестью ионами хлора, но октаэдрическая координация существенно искажена (см. структурное изображение).
Длины экваториальных связей Nb—Cl равны 0,225 нм (терминальная) и 0,256 нм (мостиковая), соответственно.
Длина внеплоскостной связи ниобий—хлор равна 0,2292 нм и она образует с экваториальной плоскостью молекулы угол в 83,7°. «Мостиковый» угол Nb—Cl—Nb равен 101,3°. Два атома хлора выступают в качестве «мостикового» лиганда. Расстояние между атомами Nb равно 0,3988 нм, что указывает на отсутствие взаимодействия между металлическими центрами.NbBr5, TaCl5 и TaBr5 изоструктурны по отношению к пентахлориду ниобия, но NbI5 и TaI5 имеют разные структуры.

## Получение
Ниобия пентахлорид получается прямым хлорированием металлического ниобия при температуре от 300 до 350 °C:
{\displaystyle {\mathsf {2Nb+5Cl_{2}\rightarrow 2NbCl_{5}}}}
Также получают нагреванием смеси Nb2O5 с углем в токе хлора:
{\displaystyle {\mathsf {Nb_{2}O_{5}+5C+5Cl_{2}\rightarrow 2NbCl_{5}+5CO}}}
Может быть получен путём хлорирования пентаоксида ниобия в присутствии углерода при 300 °C. Полученные вещества содержат небольшое количество трихлороксида ниобия (NbOCl3).
Пентахлорид ниобия может быть очищен от примесей, оставшихся после реакций с помощью сублимации. Может быть получен хлорированием ниобия, ферросплавов ниобия, а также танталит-колумбитового сырья.

## Использование

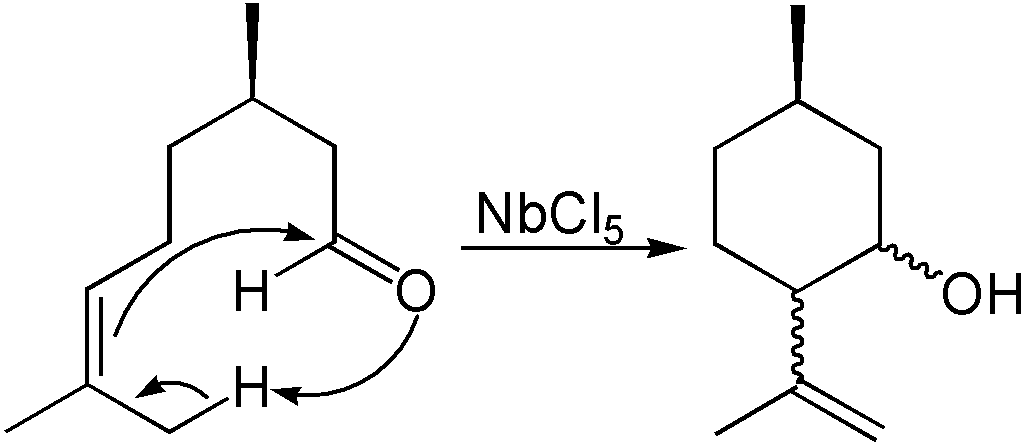
Активация алкенов в карбонил-еновой реакции

Соединение используется в органической химии как кислота Льюиса в активизации алкенов для карбонильных реакций и реакции Дильса-Альдера. Ниобия хлорид может генерировать n-ацилиминиевые соединения из определенных пирролидинов, которые являются субстратами для нуклеофилов, таких, например, как аллилтриметилсилан, индол, или силиловый эфир енола из бензофенона.
Пентахлорид ниобия используется в качестве исходного материала в химическом производстве для получения чистого ниобия.